# Swedish Open 1964
Die Swedish Open 1964 fanden in Malmö statt. Es war die neunte Austragung dieser internationalen Meisterschaften von Schweden im Badminton.

## Finalergebnisse
| Disziplin    | Sieger                                 | Finalist                       | Ergebnis     |
| ------------ | -------------------------------------- | ------------------------------ | ------------ |
| Herreneinzel | Erland Kops                            | Poul-Erik Nielsen              | 15–6, 17–14  |
| Dameneinzel  | Judy Hashman                           | Ulla Rasmussen                 | 12–10, 11–3  |
| Herrendoppel | Jørgen Hammergaard Hansen Finn Kobberø | Erland Kops Poul-Erik Nielsen  | 15–7, 17–14  |
| Damendoppel  | Judy Hashman Mary O’Sullivan           | Karin Jørgensen Ulla Rasmussen | 15–7, 15–3   |
| Mixed        | Finn Kobberø Anne Flindt               | Oon Chong Teik Judy Hashman    | 17–14, 15–10 |